# Wammes Waggel
Wammes Waggel is een stripfiguur uit de Nederlandse stripreeksen met heer Bommel en Tom Poes, getekend en geschreven door Marten Toonder en door de Toonder Studio's. Hij komt zowel in de Bommelsaga (dagbladstrips) als in de weekbladstrips voor. Hij is een antropomorfe gans. 

## Oorsprong
Zoals vele andere figuren uit de vroege Tom Poes-verhalen is Wammes Waggel verzonnen tijdens de Tweede Wereldoorlog. Hij verscheen voor het eerst in de dagbladstrips in het elfde verhaal, Het monster-ei.
Wammes Waggel komt in totaal in 56 van de 177 dagbladstripverhalen voor. Daarnaast verscheen hij in de weekbladstrips, waarbij zijn naam werd gebruikt in de titel van Tom Poes en de Waggelgedachten. Ook in de avondvullende film Als je begrijpt wat ik bedoel heeft Wammes Waggel een rol, hij brengt daarin met het lied "Anijs anijs" een ode aan anijs. Hij stond in 1947 op de voorplaat van het eerste nummer van het Tom Poes Weekblad.

## Personage
Wammes Waggels karakter kan omschreven worden als een echte levensgenieter. Daarnaast is hij een naïeve en onnozele flierefluiter, een simpele ziel.
Hij heeft geen vaste woon- of verblijfplaats. Wat hij onderneemt, is vaak tot mislukken gedoemd. Hij gedraagt zich, hoewel hij duidelijk volwassen is, vaak als een klein kind; hij blijft meestal vrolijk en is altijd in voor een grap, maar wordt soms ineens erg kwaad en verdrietig als hij zijn zin niet krijgt. 
In de meeste verhalen lijkt hij niet veel verstand te hebben. Als hij zijn naam opschrijft, staat er meestal een letter te weinig of staat een letter verkeerd om. Toch functioneert hij erg zelfstandig en daarnaast vervult hij soms belangrijke functies. 
Hij is vaak te porren voor een spelletje, bijvoorbeeld in Tom Poes en de blaasgeest. In Heer Bommel en de zelfkant bewijst hij een elementaal te zijn, net als Pee Pastinakel. In het afwijkende verhaal Horror, de ademloze neemt hij het op voor de slechterik uit de titel en speelt zijn angstaanjagende rol met verve en grote precisie. In Tom Poes en het geheim van het Nevelmoeras speelt Wammes Waggel gedurende bijna het hele verhaal een belangrijke rol, terwijl hij Tom Poes en Heer Bommel begeleidt op hun tocht door een betoverd en gevaarlijk moeras. Zelf ziet hij het zoals meestal alleen als een leuk spelletje.

## Loopbaan
In zijn debuutverhaal Het monster-ei is Wammes Waggel veerbootman en helpt hij bij het opvoeden van de draak Kaspar. Ook in latere verhalen dook hij nog vaak op in een roeiboot, zoals in De knollengaard en Heer Bommel en de andere wereld.   
Zijn bestuurlijk hoogtepunt bereikte Waggel in De Partij van de Blijheid als hij tijdens een hardnekkige griepepidemie optreedt als waarnemend burgemeester van Rommeldam, na een start als klerk derde klasse. In Het Lemland timmert hij een kruiwagen vol met de benodigde bordjes die de lemmingen hun richting gaan wijzen. Hij ontpopt zich in De niks als een waardig leerling van meesterschilder Terpen Tijn met een expressionistisch ongefixeerd meesterwerk. In Het kukel worden alle inwoners van Rommeldam getest, maar wil hij niet getest worden omdat hij vindt dat hij geen inwoner is; hij woont buiten de stad. Wellicht heeft Waggel als enige een "plus kukel", maar dat blijft onbekend, en ook wat kukel is. In De zelfkant (1983) treedt Wammes Waggel op als vervoerder van chemisch afval. 
Waggel profileert zich af en toe ook als muzikant met een eenvoudig repertoire. Zo speelt hij elektrische gitaar en een simpel type accordeon.

## Bekende uitspraken
- "Hihihi, wat enigjes!"
- "Zeg nou zelf!"
- "Reuzeleuk."
- "Hallo luitjes!"